# Frumoasa și bestia (film din 1991)
Frumoasa și bestia (în engleză Beauty and the Beast) este un film de animație din 1991, produs de Walt Disney Feature Animation și lansat inițial la de către Walt Disney Pictures. Acest film a fost realizat de aceeași echipă care a regizat ulterior filmele de succes ale companiei Disney, precum Aladdin și Pocahontas, și face parte din epoca Renașterii Disney. Filmul este bazat pe basmul Frumoasa și bestia, și inspirat de pelicula franceză Frumoasa și bestia (1946), regizată de Jean Cocteau.

## Prezentare
Frumoasa este o fată nemulțumită de viața dintr-un orășel provincial al Franței, care încearcă să respingă dovezile de afecțiune ale îngâmfatului Gaston. Bestia este un prinț transformat într-un animal fioros printr-o vrajă pentru că nu putea să iubească. Destinele celor doi se întâlnesc. Pentru a rupe vraja, Bestia trebuie să-i câștige dragostea frumoasei fete, altfel riscă să rămână așa pentru totdeauna.

## Dublajul în limba română
- Belle - Alina Eremia[6]